# Tenisový klub Sparta Praha

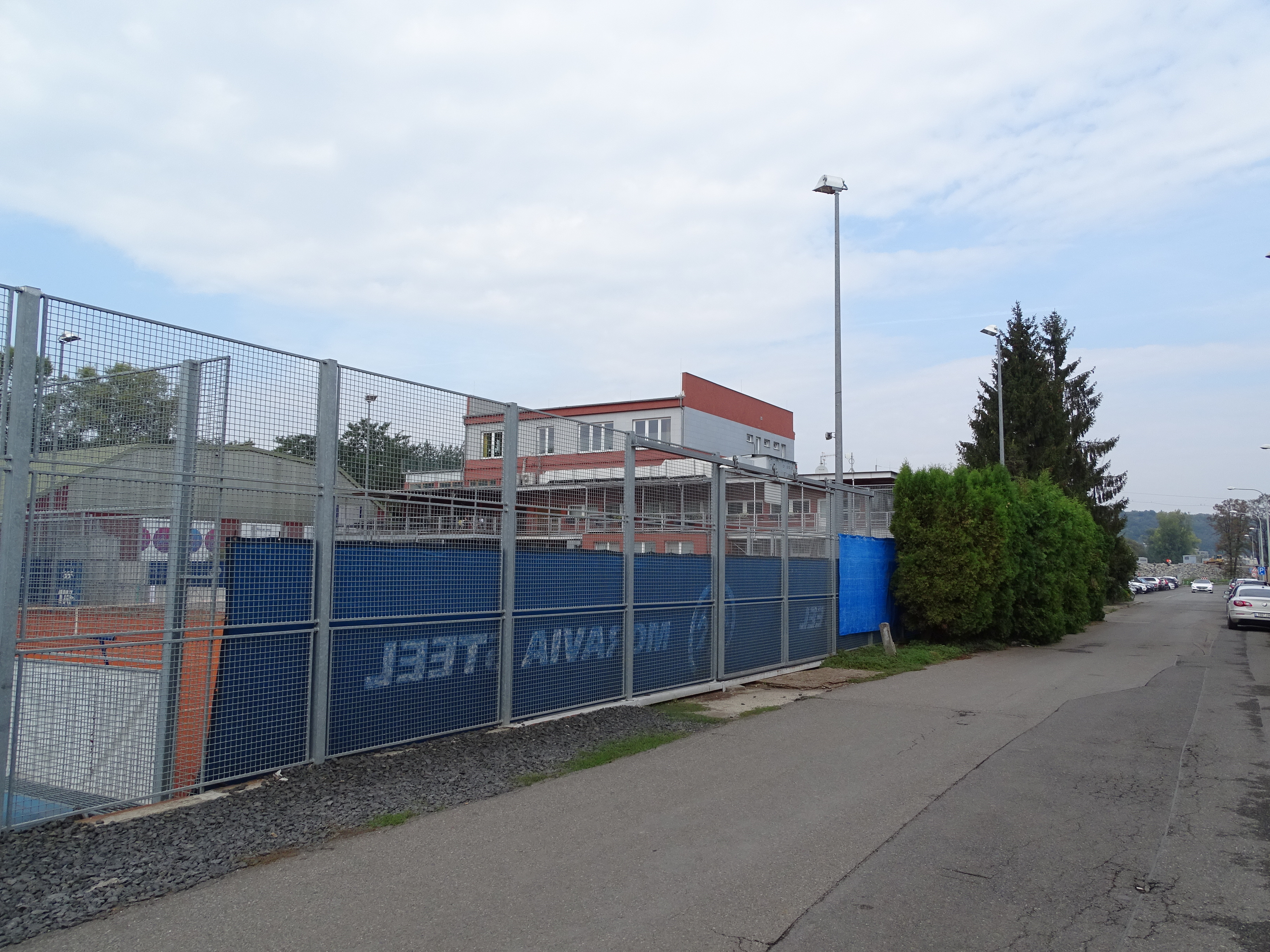
TK Sparta Praha

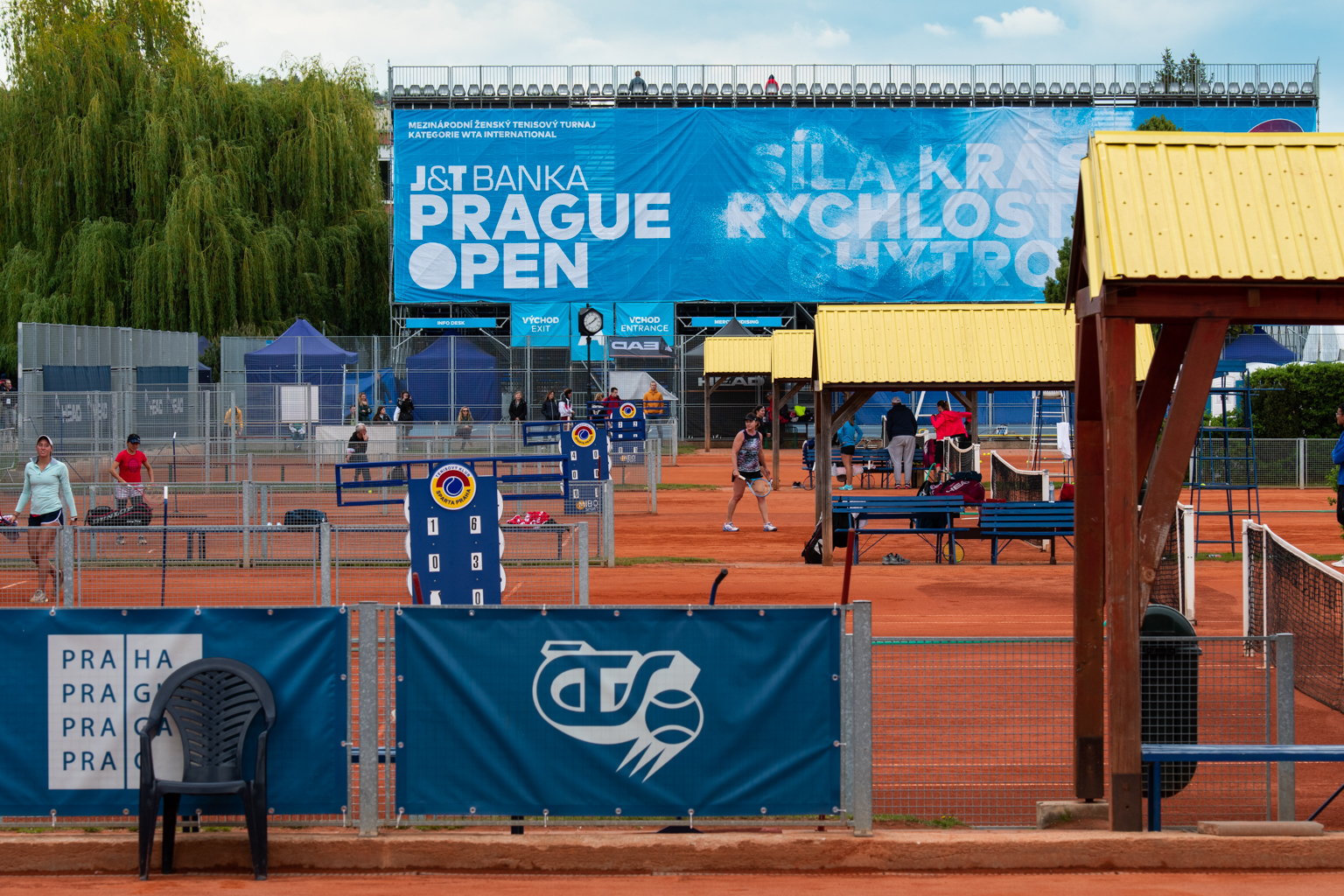
Areál Sparty Praha během Prague Open 2019

Tenisový klub Sparta Praha je český tenisový klub založený v roce 1905, třetí nejstarší v Praze, sloužící také jako Národní tenisové centrum pro trénink českých tenisových talentů a předních tenistů. Nachází se v pražské Stromovce při levém břehu Vltavy. Tenisový areál poškodily v letech 2002 a 2013 ničivé povodně. Kapacita centrálního dvorce činí 2 500 diváků, kurt číslo 1 pojme 650 návštěvníků a dvojka má 200 míst.
První československý titul ve smíšených družstvech Sparta Praha vyhrála v úvodním ročníku této nejvyšší soutěže v roce 1951. Mistrem ČSSR se pak stala v letech 1970–1974, 1976, 1978 a 1980. Českou extraligu ovládla v letech 2000, 2020 a 2024. Za klub nastupoval profesionální mistr světa Karel Koželuh i grandslamoví vítězové Jan Kodeš, Martina Navrátilová, Hana Mandlíková, Helena Suková, Cyril Suk, Petr Korda a Radek Štěpánek. Karolína Plíšková, Petra Kvitová, Barbora Strýcová a Kateřina Siniaková vyhrály jako členky klubu tenisovou anketu Zlatý kanár.

## Turnaje
Oddíl pořádal mistrovství Prahy dospělých, přebor juniorů a celostátní turnaje.
V areálu se od roku 2010 hraje ženský profesionální turnaj WTA Prague Open, od sezóny 2021 jako součást kategorie WTA 250. V letech 2014–2016 klub hostil také mužský challenger Prague Open se zajištěním tzv. hospitality.
V srpnu 2020 získal areál Sparty Praha pořadatelství dodatečně zařazeného turnaje TK Sparta Prague Open 2020 v ženské sérii WTA 125K, ve formě náhrady za zrušenou kvalifikaci newyorského grandslamu US Open pro pandemii covidu-19. Soutěží se zúčastnilo 128 singlistek a 32 deblových párů. Americký tenisový svaz uhradil do té doby v Česku rekordní turnajový rozpočet ve výši 3,125 milionu dolarů (cca 68,75 milionu korun).

## Historie
V letech před druhou světovou válkou byl nejvýraznějším členem oddílu Karel Koželuh, šestinásobný šampión v řadě na Bristol Cupu – mistrovství světa profesionálů. V týmové soutěži klub nastupoval v I. třídě. V období krátce po roce 1945 se jeho rozvoj zastavil. V roce 1951, kdy se oddíl pod tehdejším názvem Sparta Bratrstvo spojil s Meteorem VIII loděnice, vyhrál titul mistra republiky smíšených družstev ve složení Bečka, Zábrodský, Douša, Papík, Zacpálek, Pařízek, Macas, Holečková, Pilařová a Hrachovinová. Od tohoto roku klub patří mezi elitní československé a české tenisové oddíly a hraje nejvyšší republikovou soutěž družstev.
V 60. letech zde nastupovala mistryně republiky a akademická mistryně světa J. Horčičková-Volavková, reprezentant František Pála a v roce 1966 sem z I. ČLTK Praha přestoupil Jan Kodeš, s jehož pomocí Sparta zaznamenala v 70. letech „zlatou éru“, když se stala mistrem ČSSR ve smíšených družstvech v letech 1970–1974, 1976, 1978 a 1980. Součástí kádru byli mistři republiky ve dvouhře Kodeš (1966–1967, 1969, 1972), František Pála (1970), J. Písecký (1973) a z žen pak M. Holubová (1970), Martina Navrátilová (1973), Renáta Tomanová (1974, 1976) a Hana Mandlíková (1980–1981). Mezi další členy týmu patřili I. Mikysa, Cyril Suk starší, Bedáň, M. Koželuhová-Bendlová aj.
V 80. letech se lídry družstva dospělých stali Helena Suková, Mandlíková, Josef Čihák a Bedrna. V 90. letech se pak jednalo zejména o Petra Kordu a Cyrila Suka. Po roce 2000 byli členy klubu také Nicole Vaidišová či Jiří Vaněk a o deset let později Bohdan Ulihrach, František Čermák, Robin Vik, Michal Konečný, Klára Zakopalová. Barbora Strýcová do klubu přestoupila v patnácti letech ze Slavie Plzeň. V sezóně 2013 do oddílu z Prostějova přišel Radek Štěpánek. V sezóně 2015 do klubu z I. ČLTK Praha přestoupila Karolína Plíšková, která se v červenci 2017 po Wimbledonu stala první světovou jedničkou ve dvouhře žen z České republiky.
Českou extraligu ve smíšených družstvech Sparta Praha vyhrála v roce 2000. Druhou trofej přidala roku 2020 po finálové výhře nad TK Agrofert Prostějov poměrem zápasů 5–4, když o mistru rozhodla až závěrečná mužská čtyřhra. Mezi šampiony se zařadili Lukáš Rosol, Tomáš Macháč, Michael Vrbenský, Patrik Rikl, Martin Krumich, Donald Matthew, Petra Kvitová, Kateřina Siniaková, Barbora Strýcová, Kristýna Plíšková či Viktória Kužmová. Další titul získala Sparta v roce 2024 po finálovém vítězství nad TK Precheza Přerov 5–2 na zápasy.

## Klub a vedení

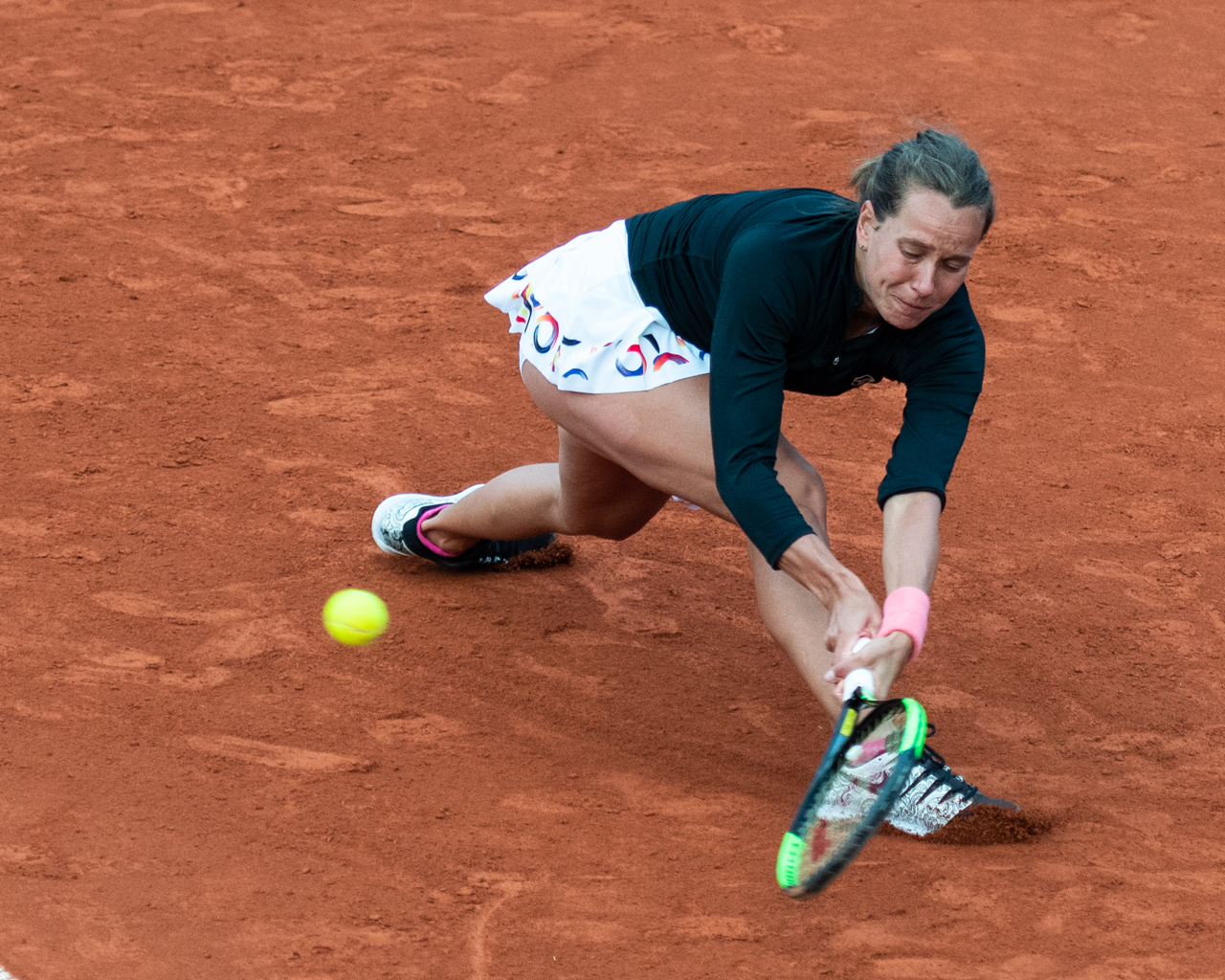
Barbora Strýcová na dvorcích Sparty během pražského turnaje 2019

Klub měl před rekonstrukcí proběhlou v roce 2002 dvanáct otevřených antukových, 1 asfaltový dvorec a 2 minidvorce. V roce 1978 byla postavena hala. Po povodních roku 2002 došlo k rekonstrukci areálu. V červnu 2013 areál opět poničila velká povodeň na blízké Vltavě. Rozsáhlá přestavba zázemí následovala v sezóně 2020.
Během letní části roku je využíváno dvacet tři otevřených dvorců, z toho šestnáct antukových a sedm s tvrdým povrchem. Další tři kurty s tvrdým povrchem jsou kryté. Během zimy je připraveno dvanáct dvorců v nafukovacích halách. V komplexu klubu se nachází také posilovna, hlídané parkoviště a Club Restaurant s venkovní terasou.
Od roku 2009 byl klub provozován firmou Česká sport–tenis, sesterskou společností Česká sportovní a.s., udržující blízké vztahy s firmou TK Plus podnikatele Miroslava Černoška. V listopadu 2015 se předsedkyní představenstva stala Petra Černošková, kterou v únoru 2019 vystřídal Jakub Kotrba, právník a spolupracovník předsedy České unie sportu Miroslava Jansty.
Ředitelem byl k roku 2024 Miroslav Malý a šéftrenérem Daniel Filjo.

## Sídlo
TK Sparta Praha

Za Císařským mlýnem 1115/2

PSČ 170 00, Praha 7